# Parole al minuto
Le parole al minuto, dette anche numero di parole al minuto (p/m; in inglese: WPM) sono un'unità di misura standardizzata della velocità di scrittura o di lettura. Inizialmente era usata soprattutto in riferimento alla scrittura a macchina; negli ultimi anni è utilizzata per indicare qualsiasi tipo di scrittura testi, sia automatico che manuale, e sia con tastiere hardware che con tastiere software, che possono a loro volta utilizzare diversi sistemi di puntamento e selezione: mouse, tavoletta grafica, stilo, ecc. Un'unità di misura alternativa sono i caratteri al secondo (in inglese, CPS) i caratteri (o battute) al minuto.
Convenzionalmente, nella valutazione delle parole al minuto, per "parola" non s'intende la parola in senso linguistico, bensì una generica sequenza di cinque caratteri, ivi compresi numeri, spazi, segni di interpunzione e qualsiasi altro carattere. Ad esempio, "amore" (5 caratteri) conta effettivamente come una parola, mentre "amerebbero" (10 caratteri) vale due parole; così la sequenza "oggi ho: studiato, giocato a calcio, e letto un libro" conta 54 caratteri e 54/5 = 10,8 parole. Tale convenzione permette migliori possibilità di comparazione fra le velocità dattilografiche per scritture effettuate su testi diversi e/o in idiomi diversi, dal momento che la lunghezza media delle parole (nel senso linguistico tradizionale) differisce considerevolmente per testi diversi nella stessa lingua e per testi in lingue diverse.